# Épona
Pour les articles homonymes, voir Épona (homonymie).
Épona ou Épone (en latin Ĕpŏnă, en grec ancien Έπονα / Épona) était une déesse très populaire de la mythologie celtique gauloise dont le culte est attesté en Gaule par des sources gallo-romaines.
Épona est associée au cheval, animal emblématique de l’aristocratie militaire gauloise, dont les expéditions ont entraîné la diffusion de son culte, et plus tardivement à la mule.
Son culte cavalier a été accepté globalement par la civilisation romaine. Représentée par une jument et une corne d'abondance, celle-ci parfois remplacée par une corbeille de fruits, elle est la grande déesse cavalière ou déesse jument.
Les inscriptions lui donnent de nombreux qualificatifs souvent de basse latinité : Eponina (petite Épone), Atanta (sainte déesse), Potia (puissante dame, de l'épithète homérique ποτνία / potnía), Dibonia (bonne déesse), Catona (batailleuse) ou Voveria.
Plus tardivement lorsqu'elle fut intégrée dans la religion romaine elle reçut les titres d'Augusta et de Regina, comme d'autres divinités gauloises telle que Vesunna Augusta.

## Sources
Le plus ancien renseignement sur cette déesse gauloise se trouve chez Juvénal « …iurat/ solam Eponam et facies olida ad praesepia pictas ». On y fait aussi allusion chez Minucius Félix : « Nisi quod vos et totos asinos in stabulis cum vestra vel Epona consecratis ».
Selon le pseudo-Plutarque, Agésilaos, un historien grec dont il ne reste que des fragments, nous parle ainsi de sa naissance dans son Histoire d'Italie, livre III : « Comme il était misogyne, Fulvius Stellus eut commerce avec une jument, celle-ci, arrivée à son terme, mit au monde une belle petite fille et la nomma Épona ; et c'est elle, la déesse qui prend soin des chevaux ». Cette source ancienne donne à Épona une origine purement italique et non celtique.
Émile Thévenot a créé un corpus de 268 inscriptions et représentations d'Épona.

## Étymologie

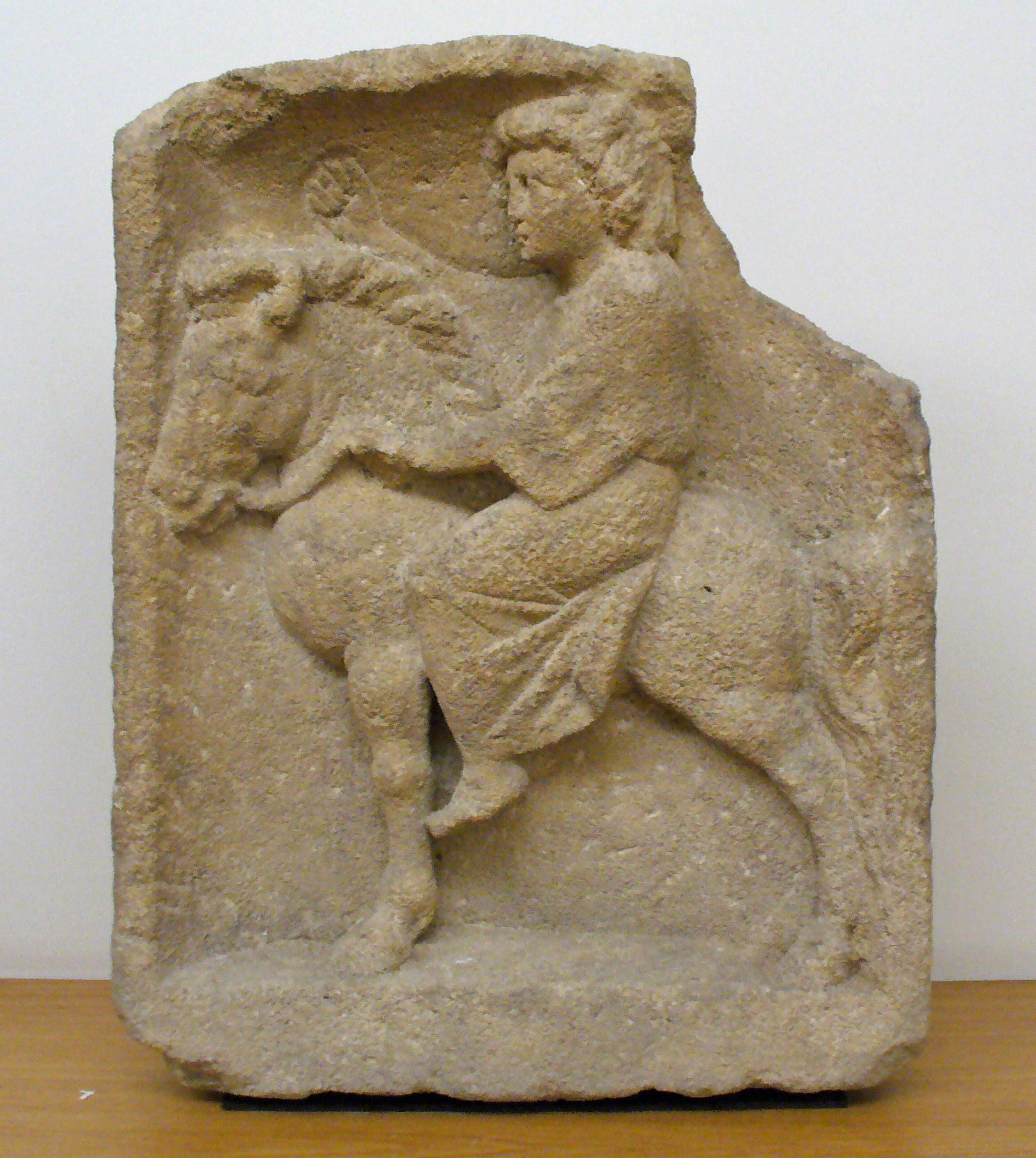
Épona (Contern, Grand-Duché de Luxembourg (pays des Trévires).

Épona est connue seulement dans le contexte romain, bien que Jules César ne mentionne pas son existence dans ses Commentaires sur la Guerre des Gaules, puisqu'il ne cite les dieux gaulois que sous le nom de leur équivalent romain.
Son nom signifie, selon les interprétations, « Grande jument » ou « maîtresse des chevaux », en gaulois, epos signifiant « cheval ». Il est dérivé du proto-celtique *ekwos, « cheval », et apparenté au latin equus et au grec ἵππος / híppos, car ils sont issus de l'indo-européen commun *h₁éḱwos. L'évolution du groupe [kw] en [p] en gaulois est partagée par le brittonique (parfois [b], variante de position), d'où le gallois ebawl, « poulain », le vieux gallois epa, « voler des chevaux », le vieux breton eb, « cheval », le breton ebeul, « poulain ». On trouve également un verbe en breton ebeuliañ, « pouliner ».
Contrairement aux apparences, le mot poney passé en français sous cette forme en 1822 est issu de l'anglais et ne procède pas d’Épona, mais du moyen français poulenet, diminutif de polain « poulain ».

## Fonctions
Epona était une déesse de la fertilité, comme le prouvent ses attributs : la patère et la corne d'abondance, ainsi que la présence d'un poulain sur certaines sculptures.
À l'époque impériale, Epona devint la déesse protectrice des moyens de communications avec chevaux ou mules ainsi qu'une protectrice des écuries, des muletiers et des palefreniers.
H. Hubert attribue à la déesse et à ses chevaux un rôle de guide psychopompe, celui de guide des âmes vers les îles de l'autre monde. Et c'est elle, la déesse qui prend soin des chevaux.

## Désignations
Claude Sterckx (en 1986) et certains autres auteurs rapprochent le nom d'Épona du théonyme féminin celtique de Rigantona en breton (attesté au XIIe siècle) et de Rhiannon en gallois, qui signifierait « grande reine ». Mais ce rapprochement est loin de faire l'unanimité et demande, selon d'autres auteurs, une analyse plus approfondie. Selon Ronald Hutton, l'héroïne galloise Rhiannon chevauche certes un cheval blanc, mais n'a aucun autre attribut commun avec Epona. Claude Sterckx, suggère également une survivance à travers Sainte Reine dont le culte était vivace à Alise-Sainte-Reine, peut-être l'Alésia antique, mais cela aussi est controversé, d'autant plus qu'aucun récit hagiographique ne font un rapport entre sainte Reine et les chevaux.
Ces déesses sont en effet décrites comme cavalières (Rhiannon chevauche une jument blanche). Sur une inscription de Docléa (Dalmatie), Épona est qualifiée, comme d'ailleurs de nombreuses déesses (par exemple Rosmerta, Junon, Némésis), de « Regina » ; sur une autre, à Karlsburg (Transylvanie), de « Regina Sancta », ce qui rendrait évidente selon Yann Brekilien sa parenté avec Rigantona.

## Localisation du culte

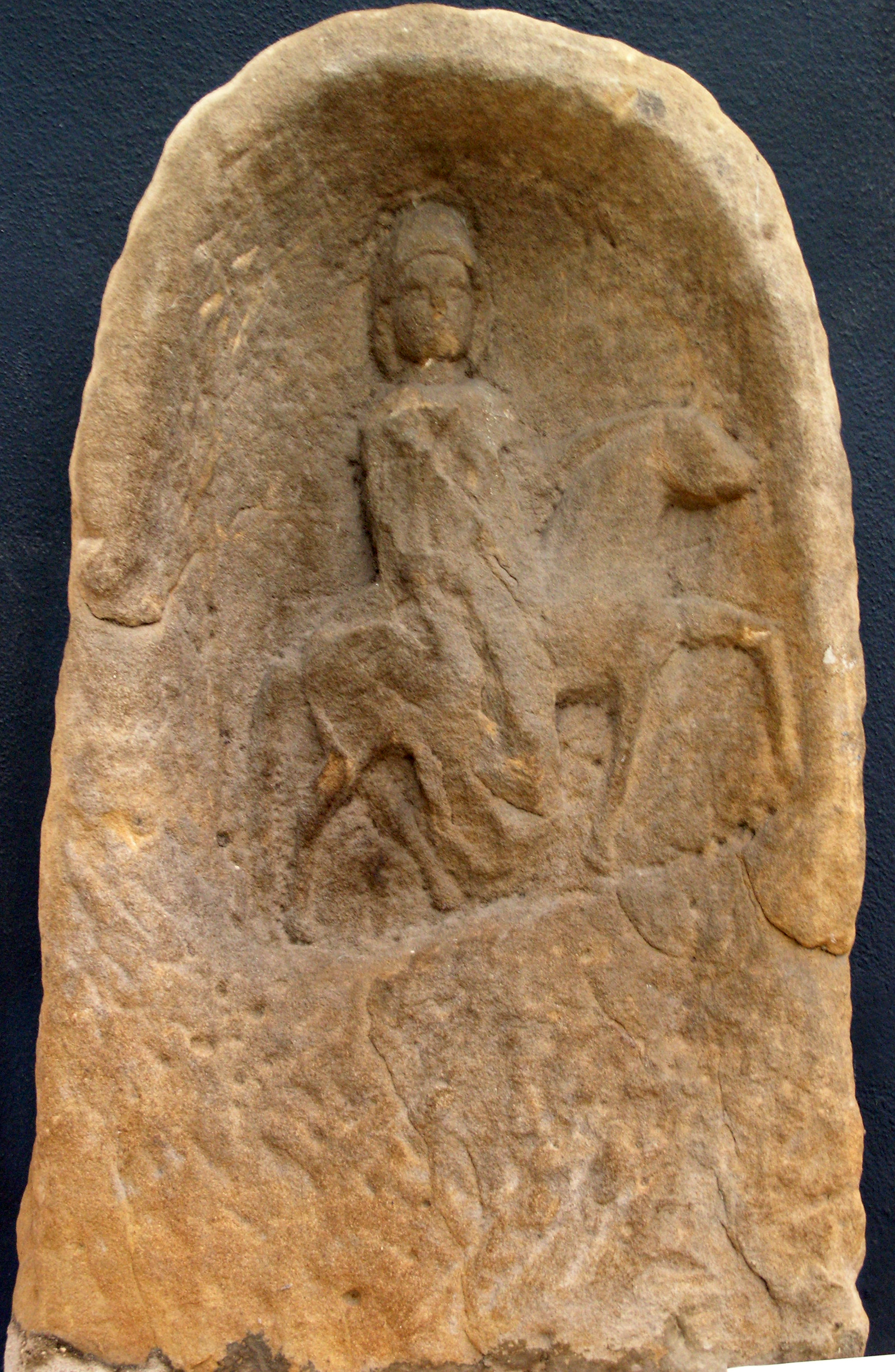
Découverte à Freyming-Merlebach, (Musée Lorrain à Nancy).

Plus de trois cents vestiges de son culte subsistent qui se situent presque tous dans le monde celtique : de la Bulgarie aux îles Britanniques et de Cisalpine aux confins germaniques.
Fernand Benoit a trouvé les plus anciennes traces du culte d'Épona dans la province du Danube, et affirme qu'il fut introduit en Gaule par des peuples cavaliers venus de l'est[réf. nécessaire]. Bien que le nom soit d'origine gauloise, on trouve des bas-reliefs d'Épona en latin et, plus rarement, en grec, qui ne furent pas toujours les œuvres des Celtes — le bas-relief d'Épona à Mayence est l'œuvre d'un Syrien —[source insuffisante] mais aussi de Germains, de Romains et d'autres habitants de l'Empire romain.
De fait, on a retrouvé des inscriptions relatives à la déesse Épona en Lorraine, dans les provinces rhénanes d'Allemagne, en Suisse mais aussi dans les pays d'Europe centrale et jusqu'en Hongrie.
Durant la période gallo-romaine, elle fait l'objet de très nombreuses représentations sur la pierre, la terre cuite et le bronze.
L'empereur Galère pourrait avoir introduit le culte d'Épona à Salonique[réf. nécessaire].
A l'exception d'une source évoquant un temple dédié à la déesse, ses lieux de culte se trouvent le plus souvent directement dans les écuries des chevaux ou des mules, ses stèles dans les carrefours et les relais de poste.

## Intégration dans le panthéon romain
La fréquence des vestiges d'Épona dans des sites militaires et les traces de culte rendu par des soldats ou des gradés de la cavalerie révèle que ce sont manifestement des Celtes recrutés comme auxiliaires ou comme réguliers dans l'armée romaine qui y ont introduit la vénération d'Epona, protectrice des chevaux ou pour le moins étroitement associée à eux. Ainsi, son culte s'est transmis par les soldats gaulois incorporés dans les armées romaines aux Romains eux-mêmes entre le premier et le troisième siècle après Jésus-Christ.
Fait apparemment extraordinaire pour une divinité d'origine gauloise, Épona réussit à s'intégrer dans le calendrier romain et même à rejoindre le panthéon romain. Alors qu'à l'époque impériale, la tendance était plutôt à la romanisation des dieux gaulois traditionnels, Épona a gardé son identité propre. Les Romains associaient facilement le cheval aux peuplades gauloises.
Des traces de ce culte furent retrouvées au Latran dans la caserne des equites singulares Augusti, cavaliers barbares de la garde impériale. Les palefreniers romains lui érigeaient des sanctuaires dans les étables.
Le calendrier romain lui aurait consacré le 18 décembre, comme le montre le calendrier agricole de Guidizzolo, en Italie même si cela peut être une simple célébration locale.
Elle fut intégrée au culte impérial par les empereurs romains en tant que Epona Augusta ou Epona Regina.
Un lieu de culte lui fut consacré dans Rome elle-même.

## Iconographie
Généralement, Épona est représentée de trois façons :
- sous la forme d'une jeune femme assise sur le dos d'une jument parfois accompagnée de son poulain[29] (type équestre),
- sous la forme d'une jeune femme debout à côté d'un cheval,
- sous la forme d'une jeune femme assise sur une chaise entre deux chevaux ou poulains — type impérial, inspiré des représentations de la « maîtresse des animaux » (ποτνία θηρών / potnía thêrốn).

Un oiseau ou un petit chien peuvent accompagner les représentations d'Épona.

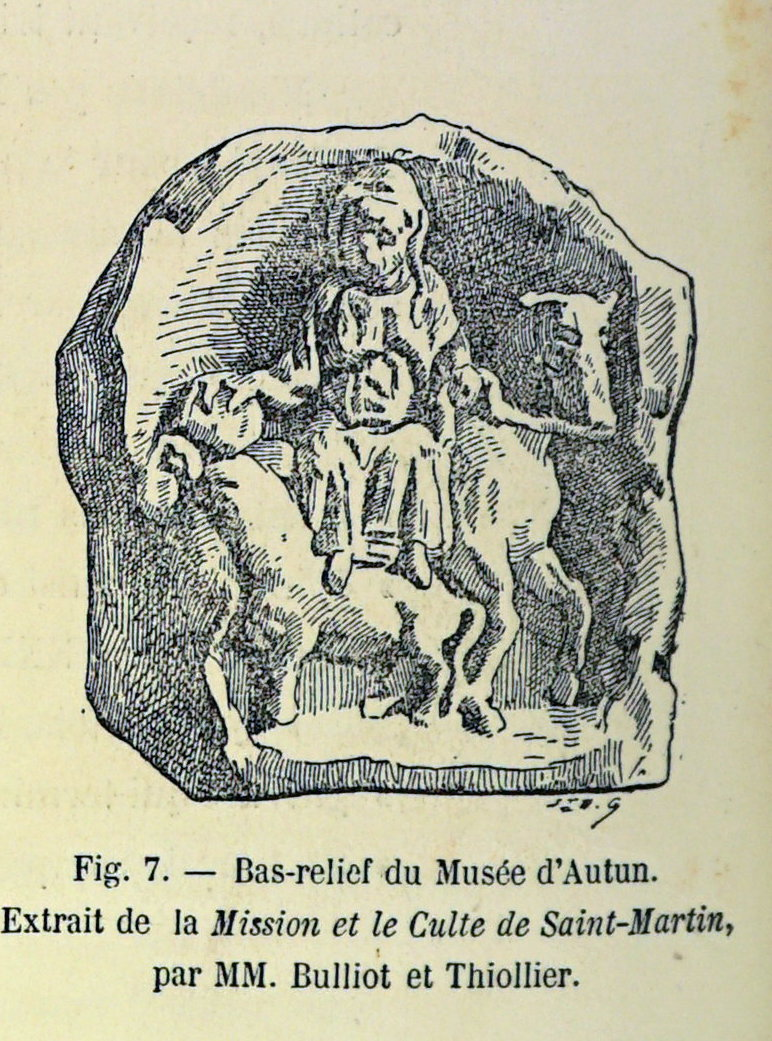
Autun.
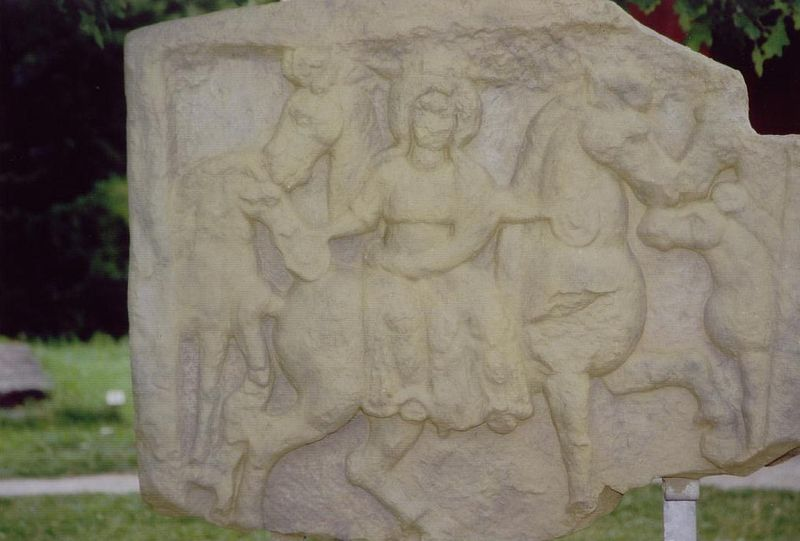
Épona (Kempten).
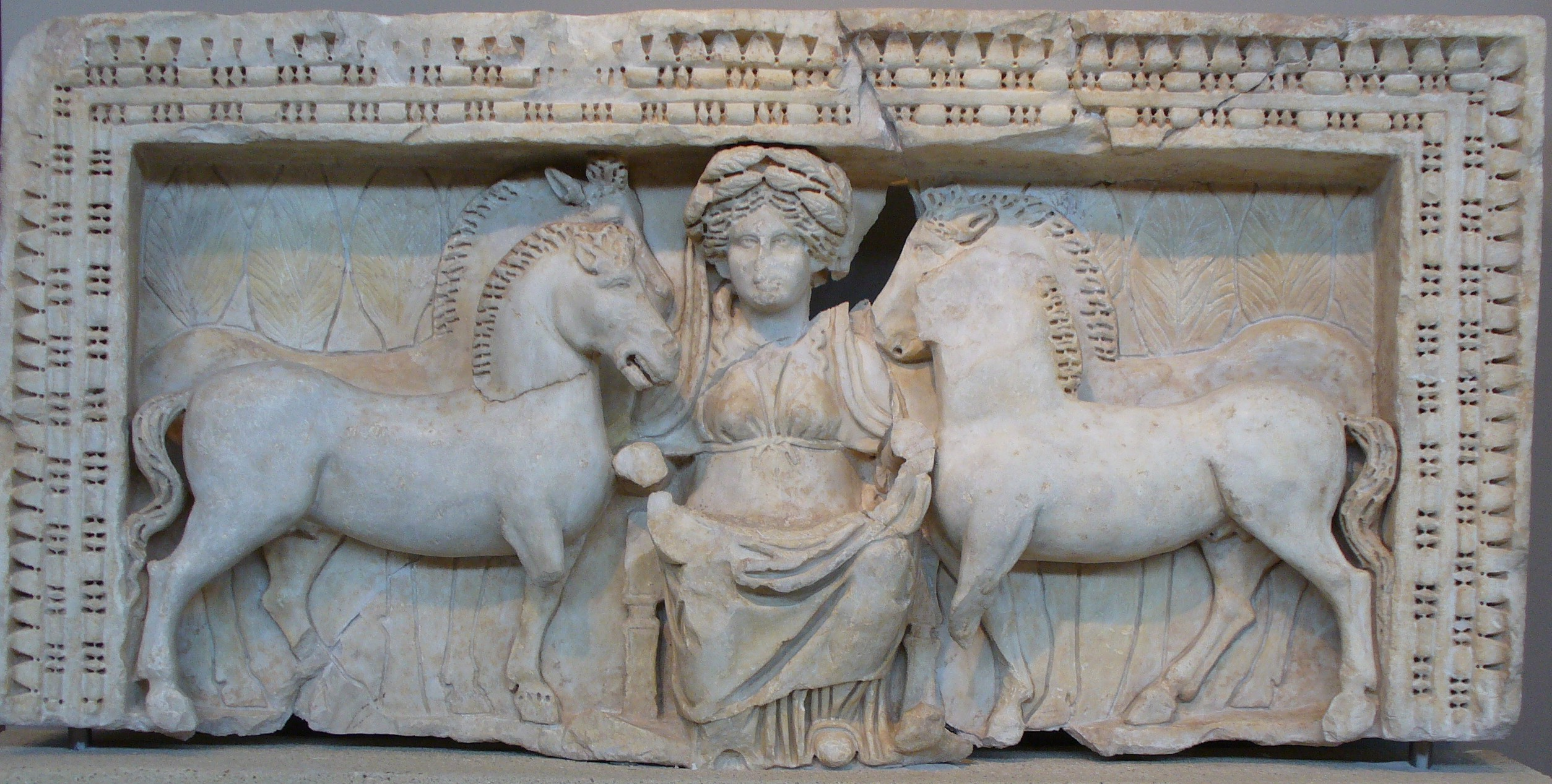
Épona (Salonique).
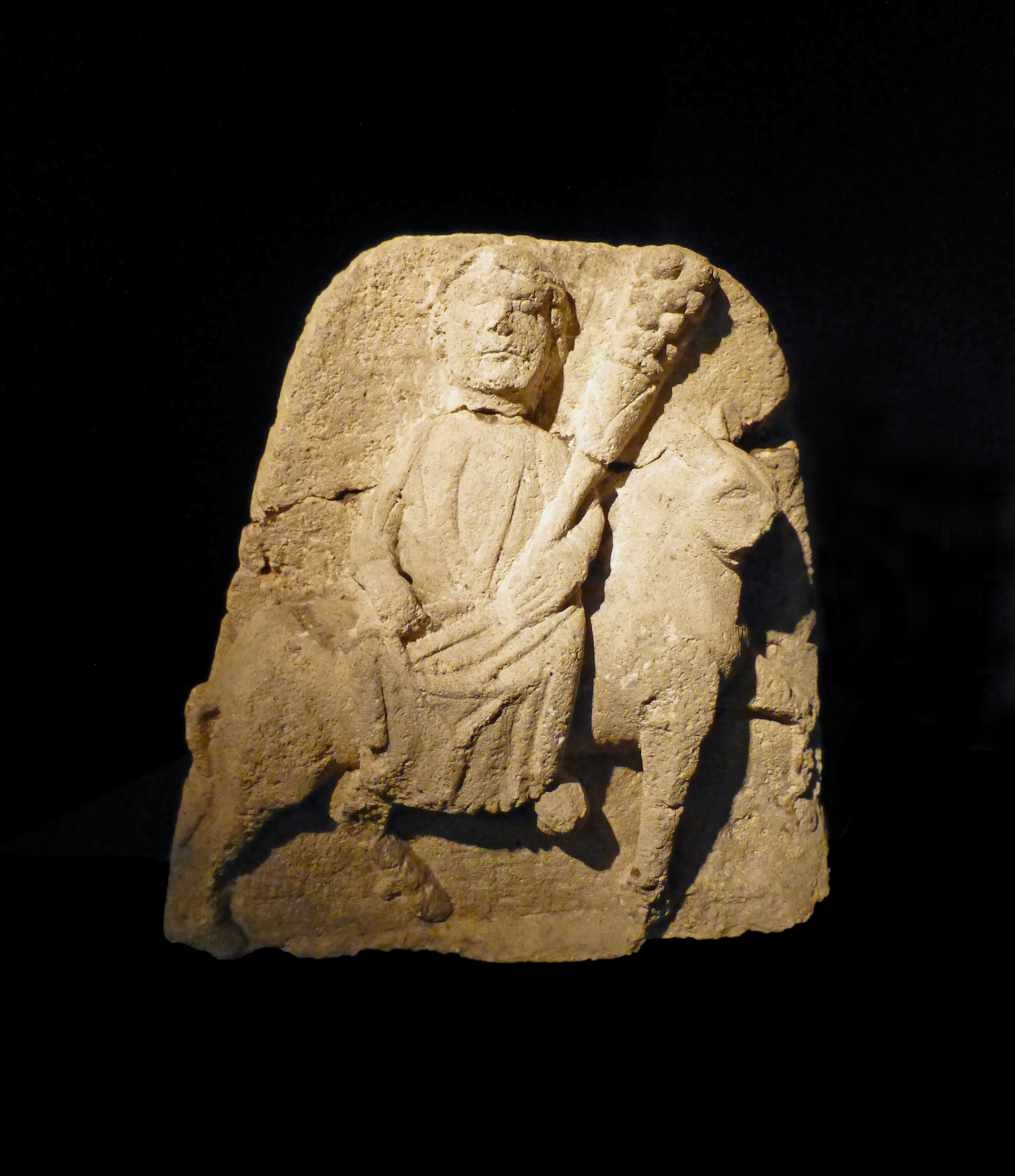
Épona (Grand).

## Culture populaire
- Link, de la série de jeux vidéo The Legend of Zelda, chevauche une jument nommée Epona dans The Legend of Zelda: Ocarina of Time (1998), The Legend of Zelda: Majora's Mask (2000), The Legend of Zelda: Twilight Princess (2006) où le joueur a une option pour changer le nom mais Epona reste le nom par défaut et The Legend of Zelda: Breath of the Wild (2017) et The Legend of Zelda: Tears of the Kingdom où il est possible de l'obtenir en utilisant l'amiibo de Link (version Smash Bros).
- Dans le roman de Morgan Llywelyn, The Horse Goddess, Epona est une femme celte qui possède des pouvoirs druidiques. Quand son peuple tente de la forcer à devenir druide, elle s'enfuit, et ses exploits donnent naissance à une légende qui fait d'elle une divinité.
- Enya a composé une chanson intitulée Epona.
- Epona est aussi le nom d'un morceau de l'album Earth Warrior du groupe Omnia.
- Epona est la protectrice des chevaux dans le jeu de rôle en ligne Dark Age of Camelot.
- Le groupe de folk metal Heol Telwen a une chanson en deux parties dans l'album An Deiz Ruz respectivement intitulées Epona Part I et Epona Part II.
- Le groupe de folk metal Eluveitie, fortement inspiré par la mythologie celtique, a une chanson sur leur album Helvetios nommée A Rose For Epona, ainsi qu'une chanson nommée Epona sur leur album Evocation II : Pantheon.
- Epona est un personnage de Lost Girl lié aux chevaux. Elle apparaît dans l’épisode 12 de la saison 4
- Le groupe folk-rock Tri Yann évoque Épona dans la chanson Cheveux d'or.
- Epona est un personnage secondaire des romans Divine et Partholon de P.C Cast.
- PNL évoque Épona au détour d'un couplet dans son morceau Naha, bien que faisant plutôt référence au personnage de Zelda précédemment cité.
- Épona fait partie des nombreux dieux cités dans la série de bande dessinée Astérix, au début de l'album Le Devin, par la femme d'Agécanonix.
- Épona joue un rôle essentiel, en tant qu'un des fils conducteurs au long cours, dans la saga gauloise celtique Rois du monde de Jean-Philippe Jaworski.